# Калири
Калири, или Елеазар Га-Калир, — поэт и философ, автор множества молитвенных стихотворных произведений (пиютов), вошедших в синагогальную литургию.
Написал более 200 гимнов, молитв благодарственных и покаяния, элегий и других стихотворений религиозно-назидательного содержания. Преобладающий в его поэзии исторически-легендарный элемент придает ей эпический характер в отличие от остальной синагогальной поэзии евреев, проникнутой лиризмом. Только немногие из его стихотворений имеют действительно поэтическое достоинство; тем не менее, они вошли в состав литургии всех евреев, за исключением только сефардских (испанских выходцев), поэтическое чутье которых не могло найти удовлетворения в тяжеловесной и искусственной поэзии Калири. До сих пор не удалось определить в точности ни его родины, ни века, когда он жил; вероятнее всего, что он был родом из Палестины и жил в VIII веке.